# André en Jean Polak

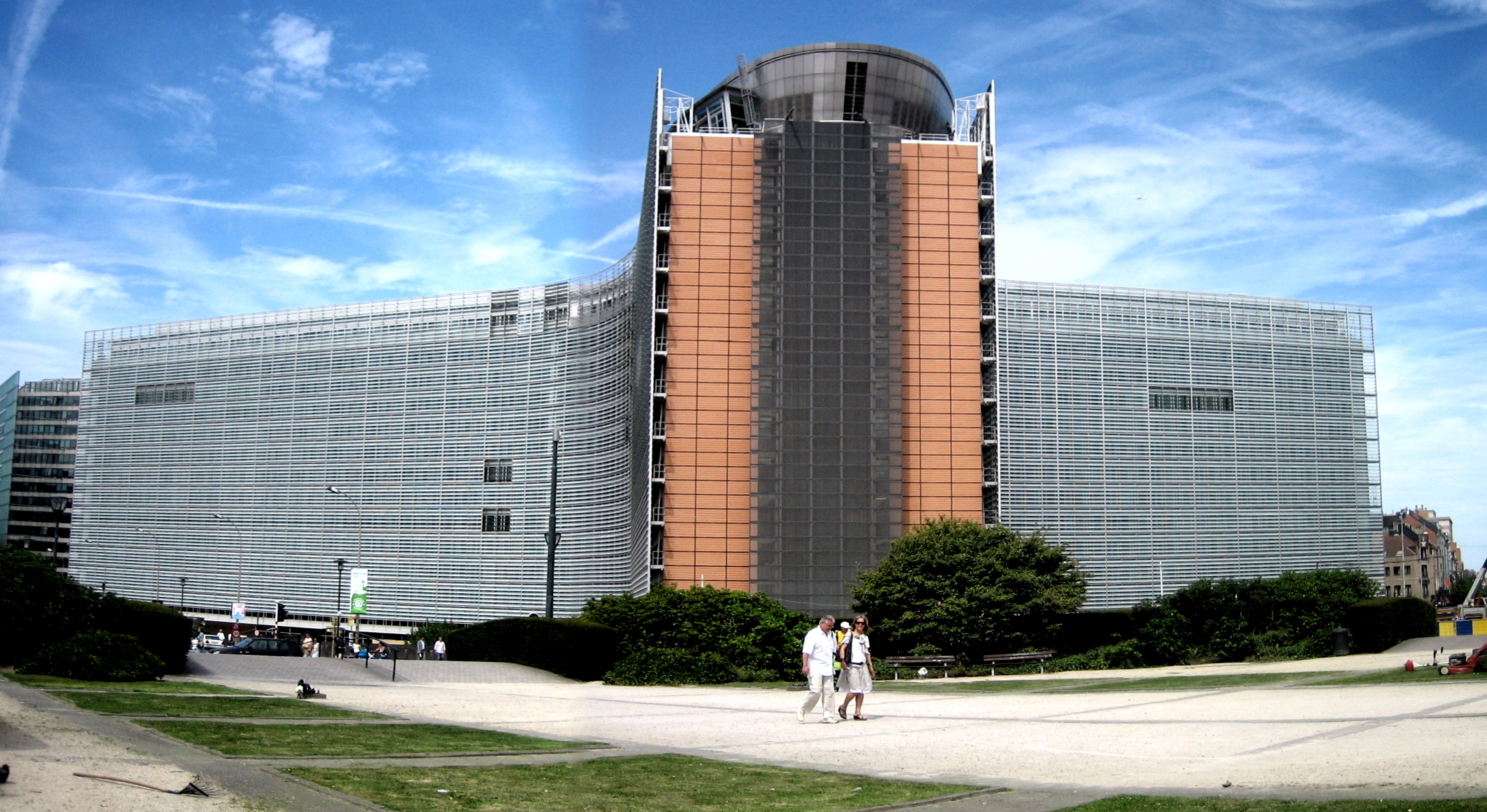
Berlaymontgebouw

André en Jean Polak was een Belgische architecten-associatie van twee broers. Ze namen de zaak over van hun vader, de Zwitserse architect Michel Polak. Ze waren actief in het Brussels Hoofdstedelijk Gewest
Van 1948 tot 1956 werkten de broers aan de schoolgebouwen voor het Centre d'enseignement et de recherches des industries alimentaires et chimiques in Anderlecht aan het Kanaal Charleroi-Brussel. In de aanloop naar de Expo 58 waren zij de architecten die het idee van ingenieur André Waterkeyn (hun schoonbroer) uitwerkten en zo het Atomium op de Heizel uittekenden en bouwden. Van 1963 tot 1967 waren zij de architecten bij de bouw van het Berlaymontgebouw.
Na de brand in de Innovation bouwden ze voor de Innovation tussen 1968 en 1970 een nieuw grootwarenhuis in de Nieuwstraat. Van 1967 tot 1971 werkten ze, samen met meerdere andere collega's, aan het Munt-Center tussen het Muntplein en de Anspachlaan. Van 1969 tot 1973 waren ze ook betrokken in het project van het World Trade Center, in het grotere geheel van het Manhattanplan. Zo bouwden zij mee aan de Noordruimte van Brussel. In de jaren tachtig bouwden ze het Breydelgebouw, met kantoorruimte voor de Europese Commissie.

## Vennoten
- André Polak (Montreux, 19 januari 1914 - Hoeilaart, 2 april 1988) was de oudste van de twee broers.
- Jean Polak (Montreux, 13 juni 1920 - Ukkel, 16 februari 2012) was de jongste van de broers. Jean Polak was een van de overlevenden van de vliegtuigcrash op 18 september 1946 van de Douglas DC-4 met registratienummer OO-CBG van Sabena bij Gander (Newfoundland) op het traject van Brussel naar New York.